# Model United Nations

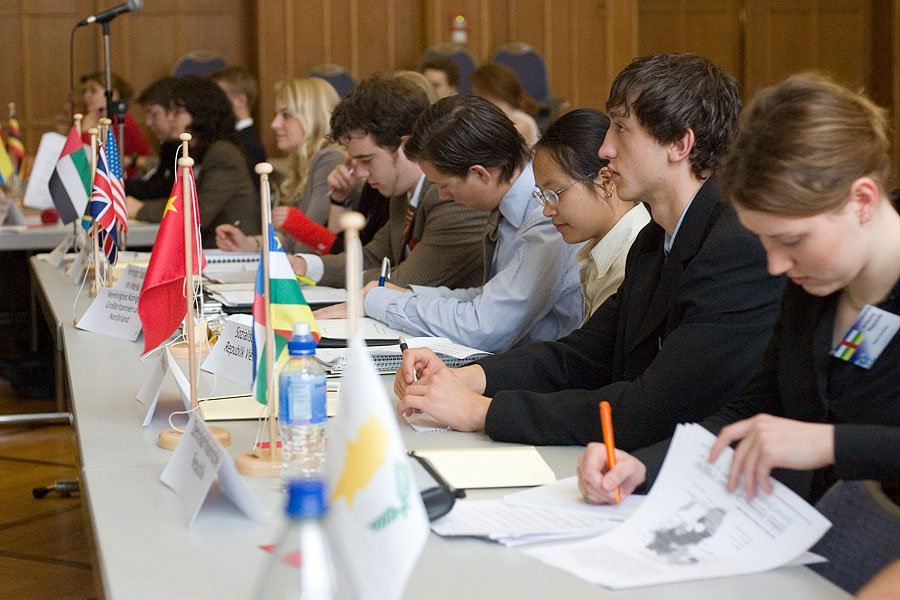
Delegierte einer MUN-Konferenz

Der Begriff Model United Nations (auch Model UN oder MUN) bezeichnet Simulationen für Schüler und Studenten, in denen die Arbeit der Vereinten Nationen (UN) nachgestellt wird.

## Ablauf
Dazu werden unter anderem an Schulen und Universitäten auf der ganzen Welt Konferenzen veranstaltet, deren Struktur denen der UN nachempfunden sind. Die Teilnehmer sind entsprechend Schüler oder Studenten, die in die Rolle eines Diplomaten eines der Mitgliedstaaten der Vereinten Nationen, aber üblicherweise nicht ihrer eigenen, schlüpfen. Diese Delegierten vertreten die Meinung „ihres“ Landes dann in simulierten Komitees (zum Beispiel in der UN-Generalversammlung oder im Ausschuss für Fragen der Menschenrechte). Dort werden nach einer Tagesordnung aktuelle weltpolitische Themen diskutiert und Resolutionstexte entworfen. Die Delegierten versuchen, Unterstützer für ihre Resolutionsentwürfe (englisch draft resolutions) zu finden oder durch Kompromissbildung im Sinne ihres Landes für sich zu gewinnen, um anschließend im Komitee über die Resolution zu diskutieren. Wird sie im Gremium verabschiedet, wird der Entwurf häufig an die simulierte Vollversammlung der Vereinten Nationen weitergeleitet, wo nach einer erneuten Diskussion und Abstimmung die Resolution endgültig in Kraft treten kann.

## Vorbereitung und Organisation

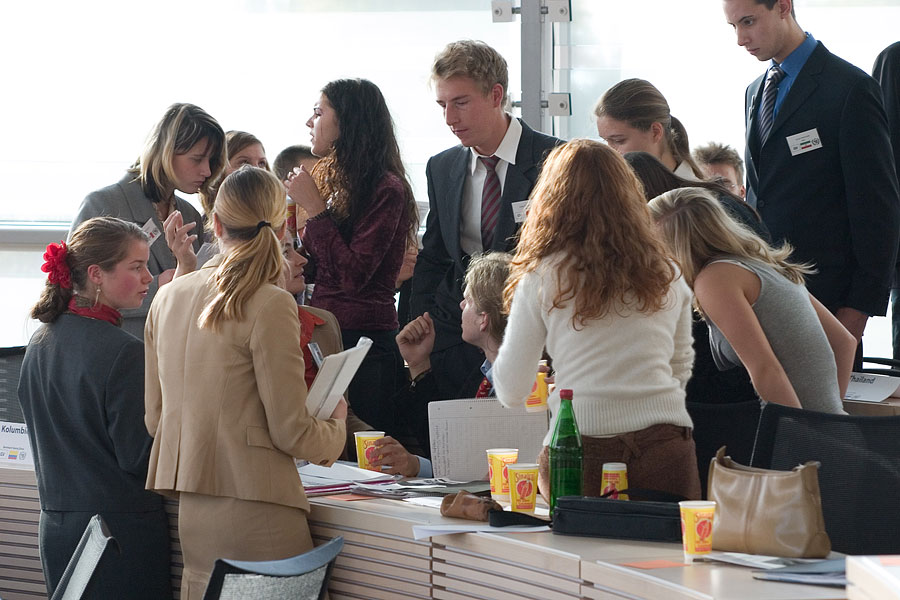
Inoffizielle Verhandlungen (Lobbying)

Die Vorbereitung der Teilnehmer ist eine entscheidende Voraussetzung für interessante Debatten. Meist bereiten sich diese im Unterricht (sofern es Schüler sind), beziehungsweise (bei Studenten) in entsprechenden Kursen an ihrer Universität vor. Dabei findet eine intensive Auseinandersetzung mit den Problemen und Interessen des „eigenen“ Landes statt. Dieses kann man sich meistens aussuchen (oder zumindest Wünsche angeben), in der Regel kann man aber nicht das Heimatland wählen. Es gehört neben der inhaltlichen Vorbereitung aber auch das Erlernen der Abläufe und Regeln dazu, zum Beispiel durch Praktizieren von Debatten und Entwerfen von Resolutionen.
Verschiedene Schulen und Universitäten, aber auch gemeinnützige Vereine, stellen sich als Plattform und Ausrichter der Konferenzen zur Verfügung. Dort treffen sich Schüler und Studenten aus verschiedenen Ländern und halten die Versammlungen ab. Je nach Veranstalter differieren die angebotenen Komitees (unter anderem Menschenrechts-, Abrüstungs-, Umweltschutz-, Wirtschaftskomitees), oft werden auch die wichtigsten UN-Organe wie der Sicherheitsrat für die vertretenen Mitgliedstaaten angeboten.

## Geschichte und Verbreitung

### Entstehung
Bereits in den 1920er Jahren, deutlich vor Gründung der Vereinten Nationen, fanden die ersten den heutigen MUN-Konferenzen vergleichbaren Simulationen als „Model League of Nations“ statt. Dabei wurden an verschiedenen Colleges in den USA die Organe des Völkerbundes simuliert.
Nachdem der Völkerbund mit dem Zweiten Weltkrieg unbedeutend wurde, wurde er 1945 faktisch durch die Gründung der Organisation der Vereinten Nationen ersetzt. Bereits einige Monate später entstanden, wiederum in den USA, die ersten Model United Nations-Seminare und -Konferenzen. Dazu zählte die ebenfalls in den 1920ern entstandene und 1946 wiedergegründete National Model United Nations (NMUN) in New York City.
Nach und nach konnte das MUN-Konzept aber auch außerhalb der USA Fuß fassen. So wurde 1969 in den Niederlanden das „The Hague International Model United Nations“ (THIMUN) gegründet, die sich im Unterschied zur NMUN vor allem an Schüler richtet.

### Heutige Verbreitung
Heutzutage finden MUN-Konferenzen für Schüler und Studierende auf der ganzen Welt statt. Zu den größten sind das amerikanische NMUN und das alljährlich in Den Haag stattfindende THIMUN sowie das von der Harvard-Universität organisierte WorldMUN zu zählen.
Einige der weltbekanntesten Universitäten organisieren MUN-Konferenzen, neben Harvard unter anderem auch die Oxford-Universität, Sciences Po Paris, Maastricht University und die University of London.
Auch im deutschsprachigen Raum gibt es eine Reihe englisch- und deutschsprachiger MUN-Konferenzen für Schüler und Studierende, so etwa das Schüler-Planspiel United Nations in Bonn, die seit 1998 jährlich stattfindende MUNoH (Model United Nations of Hamburg) in Hamburg, welches von Schülern für Schüler organisiert wird, wie auch die seit 2010 jährlich veranstaltete SiegMUN (Sieg Model United Nations) in Siegen, oder die MUNHN-Konferenz (Model United Nations Heilbronn) in Heilbronn oder die Oldenburg Model United Nations.
Sowohl DMUN e. V. (Deutsche Model United Nations e. V.) mit Konferenzen in Kiel, Stuttgart und Potsdam als auch das GIMUN (Geneva International Model United Nations) sind als NGO bei der UN anerkannt. Beide verfügen über den „Special Consultative Status to the ECOSOC“.
In zahlreichen Städten haben sich mittlerweile MUN-Clubs etabliert. Deren Ziel ist es Schüler und Studierende optimal auf MUN-Konferenzen vorzubereiten.

### Sprachen
Arbeitssprache der meisten MUN-Konferenzen ist Englisch. Unterdessen gibt es jedoch auch Konferenzen, die in einer anderen Amtssprache der Vereinten Nationen abgehalten werden. In Deutschland gibt es zum Teil auch Konferenzen in der Nicht-UN-Amtssprache Deutsch. Teilweise werden in einzelnen Komitees auch zwei oder mehr Sprachen zugelassen, wobei den Teilnehmern häufig eine Simultanverdolmetschung zur Verfügung gestellt wird. Die seit 2002 in Bonn stattfindende, studentische MUN-Konferenz, die „Bonn International Model United Nations / Simulation Internationale des Nations Unies de Bonn“ (BIMUN/SINUB), ermöglicht ihren Delegierten beispielsweise jedes Jahr, in wechselnden Komitees der Vereinten Nationen sowohl auf Englisch, Französisch und seit 2012 auch auf Spanisch zu verhandeln. Auf einigen Simulationen in Kanada (Englisch/Französisch), Mexiko (Englisch/Spanisch) oder Russland (Englisch/Russisch) werden ebenfalls bilinguale Komitees angeboten. Die jährlich in Genf (CH) stattfindende Simulation der Generalversammlung der Vereinten Nationen, die „Students’ United Nations“ (SUN), ist dank Simultanverdolmetschung zweisprachig (Französisch/Englisch).

## Ziele
Die Teilnehmer an MUN-Konferenzen sollen befähigt werden, sich über komplexe politische Probleme zu informieren und diese anschließend mit anderen Teilnehmern zu diskutieren. Sie sollen sich in die Rolle des Vertreters eines für sie fremden Landes hineinversetzen und so Verständnis für die Probleme und Situationen anderer Völker und Kulturen entwickeln.
Darüber hinaus sollen auch Fähigkeiten in Rhetorik, Verhandlungstaktik und Diplomatie, sowie, je nach Art der Konferenz, Fremdsprachenkenntnisse erweitert und vertieft werden. Nicht zuletzt spielt auch der faire Umgang mit Andersdenkenden und die vorurteilsfreie Auseinandersetzung mit deren Standpunkten eine wichtige Rolle.